# Megagallinula harundinea
Megagallinula harundinea — вид викопних птахів незрозумілого систематичного становища, що існував в олігоцені. Скам'янілі рештки птаха були знайдені у класичних місцезнаходженнях, так званої, індрікотерієвої фауни Центрального Казахстану, в районі солончака Челкар-Теніз.